# Sydney Inlet Provincial Park
Der Sydney Inlet Provincial Park (auch Sydney Inlet Park) ist ein etwa 2774 Hektar (ha) großer Provincial Park im Südwesten der kanadischen Provinz British Columbia, an der Westküste von Vancouver Island.
Der Park ist Teil des Clayoquot Sound Biosphere Reserve, einem von der UNESCO anerkannten Biosphärenreservat.
Bei dem Park handelt es sich um einen sogenannten backcountry park. Diese Parks haben üblicherweise keine direkte Anbindung an eine offizielle Straße und sind oft nur über Schotterpisten oder Holzfällerstraßen, hier nur auf dem Wasserweg, zu erreichen. Auf Grund der fehlenden Infrastruktur ist in diesem Park das „Wilderness Camping“ erlaubt.

## Anlage
Der Park liegt nordwestlich von Tofino, im Alberni-Clayoquot Regional District. Der Park umfasst rund 2083 ha Küstenbereich sowie rund 691 ha Gewässer des Sydney Inlet, einem Seitenarm des Clayoquot Sound und grenzt im Norden sowie Osten über weite Bereiche an ein Schutzgebiet anderen Typs, das Kiišḥniqʷus Conservancy. Auch im Süden sowie Westen grenzt der Park an ein solches Schutzgebiet anderen Typs, das Kʷuḥaa Conservancy. Vom Seitenarm des Sydney Inlet, dem Stewardson Inlet, gehört nur das Gebiet an der Einmündung zum Park. Am nördlichen Ende der Bucht, an der Einmündung des Sydney River, umschließt der Park ein Reservat (Kishnacous No. 29) der Ahousaht.
Bei dem Provinzpark handelt es sich um ein Schutzgebiet der IUCN-Kategorie II (Nationalpark).

## Geschichte
Der Park wurde am 13. Juli 1995, als eins in einer Gruppe von rund 50 Schutzgebieten, als Provincial Park in British Columbia eingerichtet. Zu den zeitgleich eingerichteten Parks gehören unter anderm auch der nahegelegene Hesquiat Lake Provincial Park, der Hesquiat Peninsula Provincial Park, der Sulphur Passage Provincial Park und der Flores Island Marine Provincial Park sowie weitere Parks am Clayoquot Sound. Die Einrichtung dieser Parks war, als Folge der langjährigen Proteste in den 1980er-Jahren sowie den frühen 1990er-Jahren, welche sich gegen die Kahlschlagpolitik der Forstindustrie richteten, das Ergebnis der „Clayoquot Sound Land Use Decision“.
Wie jedoch bei fast allen Provinzparks in British Columbia gilt auch für diesen, dass die Gegend, lange bevor sie von europäischen Einwanderern besiedelt oder sie Teil eines Parks wurde, in diesem Fall Jagd- und Siedlungsgebiet verschiedener Gruppen der First Nations, hier Gruppen der Nuu-chah-nulth, war. Das Gebiet wird seit Tausenden von Jahren von den Nuu-chah-nulth bewohnt und der Park ist reich an Stätten aus der Zeit vor und nach dem ersten Kontakt mit Europäern.

## Flora und Fauna
Mit dem Biogeoclimatic Ecological Classification (BEC) Zoning System wird das Ökosystem von British Columbia in verschiedene biogeoklimatische Zonen eingeteilt. Biogeoklimatische Zonen zeichnen sich durch ein grundsätzlich identisches oder sehr ähnliches Klima sowie gleiche oder sehr ähnliche biologische und geologische Voraussetzungen aus. Daraus resultiert in den jeweiligen Zonen dann grundsätzlich auch ein sehr ähnlicher Bestand an Pflanzen und Tieren. Innerhalb dieser Systematik wird der Park der Coastal Western Hemlock Zone und der Mountain Hemlock Zone zugeordnet.
Ähnlich dem Biogeoclimatic Ecological Classification (BEC) Zoning System wird auch das maritime Ökosystem der Küstengewässer von British Columbia mit der British Columbia Marine Ecological Classification in verschiedene Ökozonen eingeteilt. Innerhalb dieser Systematik werden die Parkgewässer der Vancouver Island Shelf Marine Ecosection (VIS) zugeordnet.
Der Park schützt Bestände seltener oder ungewöhnlicher Flora und Fauna und umfasst unter anderem auch einen Primärwald (englisch old-growth forest) mit einem Bestand an Sitka-Fichten und Gewöhnlichen Douglasien.